# Canthon indigaceus
Canthon indigaceus är en skalbaggsart som beskrevs av Leconte 1866. Canthon indigaceus ingår i släktet Canthon och familjen bladhorningar.

## Underarter
Arten delas in i följande underarter:
- C. i. chevrolati
- C. i. chiapas